# Кіт Джозеф
Кіт Джозеф, барон Джозеф (англ. Keith Sinjohn Joseph, Baron Joseph; нар. 17 січня 1918, Лондон — пом. 10 грудня 1994, там само) — британський політик-консерватор, міністр в урядах Гарольда Макміллана, Александра Дугласа-Г'юма, Едварда Гіта і Маргарет Тетчер. Один з найближчих соратників Тетчер, співзасновник тетчеризму.

## Життєпис
Він був сином сера Семюеля Джозефа, мер Лондона у 1942–1943 рр., який на той час мав титул баронета. Джозеф успадкував титул баронета після смерті батька у 1944 р. З того часу він був відомий як сер Кіт Джозеф. Він здобув освіту у Коледжі Магдалени в Оксфорді, де вивчав юриспруденцію.
Під час Другої світової війни він воював у званні капітана у Королівській артилерії. У ході бойових дій на італійському фронті був поранений. Після війни він був прийнятий до колегії адвокатів, працював у страховій компанії й обирався альдерманом Лондонського Сіті.
У 1956 р. був обраний до Палати громад на довиборах. Незабаром він став парламентським секретарем. Після 1959 р. обіймав безліч дрібних посад в уряді, у тому числі у Міністерстві будівництва та Міністерстві торгівлі Після Ночі довгих ножів у 1962 р. він став членом кабінету як міністр житлового будівництва та місцевого самоврядування.
Після поразки консерваторів на виборах у 1964 р., Джозеф був представником партії з соціальних питань, а потім праці. У 1967 р. він став представником партії з питань торгівлі. Після перемоги на виборах у 1970 р., він був міністром соціальних послуг. Коли Консервативна партія знову опинилася в опозиції (1974 р.), Джозеф став прихильником Маргарет Тетчер. Він був одним із засновників аналітичного Центру політичних досліджень. Він грав значну роль у підготовці передвиборного маніфесту торі у 1979 р. Після перемоги на виборах був міністром промисловості. Він почав підготовку до приватизації багатьох державних підприємств.
Міністром промисловості залишався до 1981 р., коли очолив Міністерство освіти і науки. На цій посаді намагався ввести зміни у систему освіти, спроба реформувати зарплату вчителів призвела до конфлікту з профспілками й хвилі страйків. У 1985 р. він опублікував «Білу книгу» про функціонування університетів. У 1986 р. він пішов у відставку з кабінету, а у 1987 р. залишив парламент. Він отримав титул барона Джозефа і входив до Палати лордів. Він помер у 1994 р.